# Copano (Estados Unidos)
Copano o El Copano es un pueblo fantasma en la costa noroeste de la bahía de Copano en el condado de Refugio, Texas. Se ubica a 5 mi (8 km) al norte de la actual Bayside, en Copano Point. El puerto, que posee la distinción de ser el primero en Texas sur, fue fundado a principios del siglo XVIII por los españoles y recibió su nombre de los indígenas Copane que residían en la zona. Inicialmente, fue utilizado como puerto por contrabandistas y piratas hasta 1785, cuando fue oficialmente inaugurado y puesto al servicio del imperio español. El puerto fue abandonado en la década de 1880, tras la Revolución de Texas. Todavía se pueden hallar ruinas donde estaba el pueblo, pero actualmente están en peligro de caer a la bahía de Copano.

## Historia

### Uso del puerto

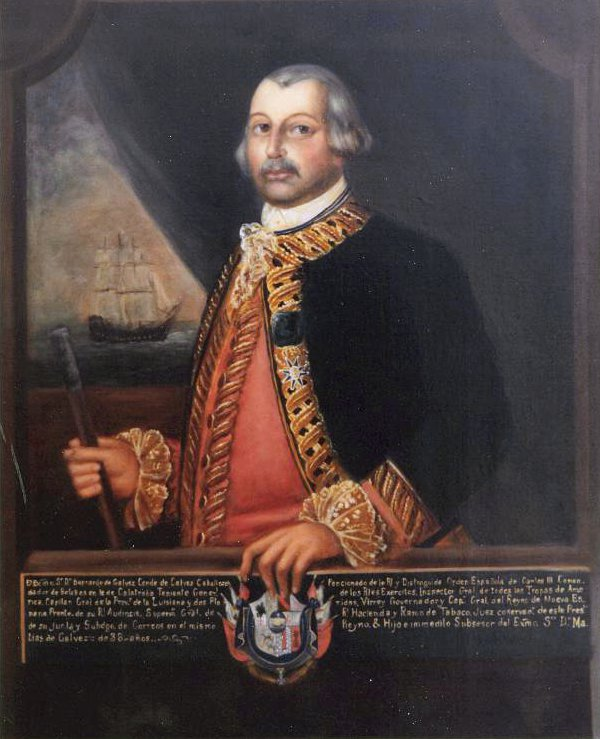
Virrey de Nueva España Bernardo de Gálvez

Después de su fundación, El Copano fue un puerto común utilizado por piratas y contrabandistas. En 1785, fue inaugurado oficialmente por el virrey de Nueva España Bernardo de Gálvez y Madrid, conde de Gálvez como vía de acceso a Texas. Por esta época solo se podía encontrar en tierra una aduana y un depósito de agua dulce, pero el puerto no carecía de valor. El general Juan Almonte lo describió como el puerto más profundo de la costa de Texas en el transcurso de un bojeo en 1834 realizado para Antonio López de Santa Anna, y fue calificado como el "más seguro" de la costa, debido a que estaba protegido por el arrecife de Copano. Copano también fue utilizado por muchos inmigrantes irlandeses desde 1828 hasta 1835, muchos de los cuales desembarcaron en el puerto durante su viaje desde la ciudad de Nueva York hasta la colonia irlandesa de San Patricio. Al menos 200 de estos colonos murieron de cólera al llegar y fueron enterrados en playa Copano.
Durante la Revolución de Texas, el puerto fue utilizado por los ejércitos mexicano y texano. El general Martín Perfecto de Cos de México, entró por Copano en dirección a las misiones en San Antonio y Goliad en septiembre de 1835. Fue fortificado por los texanos al mes siguiente y se utilizó para transportar alimentos y suministros hasta que fue capturado por el general mexicano José de Urrea en marzo de 1836. Los mexicanos mantuvieron el puerto hasta el final de la guerra, lo utilizaron para obtener refuerzos y enviar a heridos y prisioneros a México. Al final de la guerra, varios barcos, soldados y suministros mexicanos fueron tomados por los «Horse Marines» dirigidos por el mayor texano Isaac Burton y los Texas Rangers.

### Asentamiento
James Power y su socio comercial James Hewetson recibieron la tierra entre el río Lavaca y el río Nueces como empresarios en 1825, para crear un asentamiento irlandés y mexicano. Sin embargo, en 1828, el asentamiento se restringió a fin de incluir solo el área entre el río Guadalupe y Lavaca. Aunque esta restricción se revirtió en 1829, las disputas por la tierra con los ciudadanos locales y las hostilidades entre los texanos y los mexicanos impidieron cualquier intento de colonización en Copano.
Después de firmar la Declaración de independencia de Texas y obtener la independencia de México, Power estableció un asentamiento permanente en Copano en 1836. Se cree que la casa de Joseph E. Plummer es la primera de casi una docena de hogares que se habían construido a base de hormigón de concha de ostra sacado de playa Copano. Power estaba terminando su propia casa de dos pisos en este lugar antes de su muerte en 1852. Se construyó una escuela y una oficina de correos que se utilizó hasta 1864. Se construyeron tres muelles frente a la bahía para alojar a comerciantes lo que contribuyó al florecimiento del asentamiento; sus productos primarios incluían algodón, pieles y sebo.

### Declive
Durante la guerra civil estadounidense, Copano continuó floreciendo, a diferencia de otros puertos confederados bloqueados, debido a su ubicación en un punto que permitía que las mercancías se enviaran sin que las fuerzas de la Unión se dieran cuenta. Esto llegó a su fin en 1864, cuando una flota de la Unión ancló frente a Copano, hecho que provocó que los colonos se fueran durante varios días. Después de varios intentos fallidos de construir vías férreas a Goliad y San Antonio, y problemas para mantener un suministro de agua dulce, la mayoría de los colonos se trasladaron a Refugio. El abandono se completó en 1888 tras una ola de huracanes destructivos.

## Restos
Se puede acceder a las ruinas de Copano desde la orilla de Bayside por embarcación. Sin embargo, actualmente se encuentran en una propiedad privada perteneciente a los descendientes de empresarios. En 1936 se colocó un jalón histórico en el lugar, pero se reubicó 5 mi (8 km) al sur en Bayside Park, después de casi caer a la bahía de Copano durante una tormenta en 1978. Un estudio arqueológico realizado por la escuela TAMU Kingsville en 2005 encontró una cisterna junto con 10 casas de hormigón de concha en el borde de un acantilado frente a la bahía de Copano. El estudio concluyó que las ruinas pronto caerían a la bahía, señalando que la costa había retrocedido 100 pies (30,5 m) desde 1935. Se cree que la residencia Plummer ya se hundió hasta el fondo de la bahía. Copano está actualmente denominado como uno de los sitios históricos más amenazados de Texas.

## Otras lecturas
- Huson, Hobart (1935). El Copano, the ancient port of Bexar and La Bahia. Refugio Timely Remarks.
- Huson, Hobert (1955). Refugio: A Comprehensive History of Refugio County from Aboriginal Times to 1953. Rooke Foundation.

- Datos: Q5168312